# Katharine Hayhoe
Katharine Hayhoe   (Toronto, 15 d'abril de 1972) Katharine Anne Scott Hayhoe és una científica, meteoròloga canadenca i professora de ciència política a la Universitat Tecnològica de Texas, on, a més, és directora del Centre de Ciència del Clima. És també CEO de la signatura consultant ATMOS de Recerques i Consultoria.
Ella mateixa es defineix com una científica de la atmosfera. Estudio el canvi climàtic, un dels problemes més urgents als quals ens enfrontem avui dia.

## Biografia
Hayhoe va néixer a Toronto, Ontario, Canadà.
Va estudiar física i astronomia en la Universitat de Toronto i va llicenciar-se en Ciències en 1994. Després va estudiar Ciències Atmosfèriques a la Universitat d'Illinois en Urbana-Champaign i va obtenir un Màster i un Doctorat.
Hayhoe, és cristiana evangèlica, filla de missioners. Ella ha declarat que admetre la seva vida com a cristiana i científica és "com sortir de l'armari". Hayhoe atribueix al seu pare, la seva inspiració respecte a la seva creença que ciència i religió no han d'entrar en conflicte entre si ja que va ser coordinador de ciència i tecnologia i professor associat d'educació en Tyndale Universitat i Seminari a Toronto.
Està casada amb Andrew Farley, lingüista i pastor d'una església evangèlica, a Lubbock, Texas.

## Carrera
Des de 2005, Hayhoe treballa a Texas Tech.
Ha publicat més de 120 articles arbitrades, i va escriure el llibre A Climate for Change: Global Warming Facts for Faith-Based Decisions (Un clima per al canvi: els fets de l'escalfament global per a decisions basades en la fe) juntament amb el seu marit, Andrew Farley. Ella també és coautora d'alguns informes pel Programa de Recerques de Canvi Global o per l'Acadèmia Nacional de Ciències dels Estats Units, incloent la 3.º Valoració de Clima, llançat el 6 de maig de 2014. Poc després d'aquesta data, Hayhoe va dir, "El canvi climàtic és aquí i ara, i no en algun temps o lloc llunyà ", i va agregar que" Les decisions que estem prenent avui tindran un impacte significatiu en el nostre futur."
També ha servit com una experta revisora per al Grup Intergovernamental d'Experts sobre el Canvi Climàtic, especialment del Quart Informe d'Avaluació de l'IPCC.
El professor John Abraham l'ha anomenada "potser la millor comunicadora sobre el canvi climàtic." Time Magazine la va llistar entre les cent persones més influents en 2014. També el 2014, la Unió Americana de Geofísica li va atorgar el premi de comunicacions sobre el clima. El primer episodi de la sèrie documental de televisió Planeta en perill va presentar el seu treball i la seva comunicació amb audiències religioses a Texas.

## Llibre Newt Gingrich
Va escriure un capítol del llibre de Newt Gingrich sobre canvi climàtic en 2009. Gingrich va anunciar en 2011 que aquest capítol va ser retirat a petició d'ell.
En assabentar-se que el seu capítol havia estat eliminat, Hayhoe va declarar: "Jo no havia sentit això" i va afirmar haver passat més de 100 hores, sense cobrar, treballant en el capítol. Alguns han especulat que Gingrich va abandonar el seu capítol perquè Marc Morano, que no és un científic, va escriure molts articles en el seu lloc web, Climate Depot, atacant les seves troballes. Això, així com la seva aparició en el xou de televisió de Bill O'Reilly, rebent gairebé 200 missatges negatius l'endemà.
Poc després, Hayhoe va ser partícipe d'un plet per violació a la Llibertat d'Informació pel conservador Institut de la Tradició Americana PAC exigint l'alliberament de les seves notes i correus electrònics relacionats amb l'escriptura del capítol inèdit per al llibre de Gingrich